# Ville de Mount Gambier
La ville de Mount Gambier (City of Mount Gambier) est une zone d'administration locale située à l'extrémité sud-est de l'État d'Australie-Méridionale, en Australie.
Elle ne comprend que la ville de Mount Gambier. 